# Liste kanadischer Jagdflieger im Ersten Weltkrieg
In der Liste kanadischer Jagdflieger im Ersten Weltkrieg sind Jagdpiloten der kanadischen Luftstreitkräfte im von 1914 bis 1918 dauernden Ersten Weltkrieg aufgeführt, die 25 Abschüsse aufwärts erzielt hatten.

## Übersicht
In dieser Tabelle sind alle kanadischen Jagdflieger die im Ersten Weltkrieg kämpften und mindestens 25 bestätigte Luftsiege erreicht haben. Farblich hervorgehobene Piloten sind dabei im Kampfeinsatz ums Leben gekommen.
Anmerkung: Die Liste ist sortierbar: Durch Anklicken eines Spaltenkopfes wird die Liste nach dieser Spalte sortiert, zweimaliges Anklicken kehrt die Sortierung um.
| Name                         | Bild | Rang               | Luftsiege | Auszeichn.     | Einheit/Squadron No. | Todesdatum                                                         |
| ---------------------------- | ---- | ------------------ | --------- | -------------- | -------------------- | ------------------------------------------------------------------ |
| William „Billy“ Avery Bishop |      | Lieutenant Colonel | 72        | Victoria-Kreuz | 60, 85               | 11. September 1956                                                 |
| Raymond Collishaw            |      | Lieutenant Colonel | 60        |                | 10, 13               | 28. September 1976                                                 |
| Donald MacLaren              |      | Major              | 54        |                | 46                   | 4. Juli 1988                                                       |
| William George Barker        |      | Major              | 50        | Victoria-Kreuz | 28                   | 12. März 1930                                                      |
| Alfred Atkey                 |      | Captain            | 38        |                | 18, 22               | 10. Februar 1971                                                   |
| William Gordon Claxton       |      | Captain            | 37        |                | 41                   | 28. September 1967                                                 |
| Joseph Stewart Temple Fall   |      | Flight Commander   | 36        |                | 3, 9                 | 1. Dezember 1988                                                   |
| Frederick McCall             |      | Captain            | 35        |                | 13, 41               | 22. Januar 1949                                                    |
| Frank Granger Quigley        |      | Captain            | 33        |                | 70                   | 20. Oktober 1918                                                   |
| Andrew Edward McKeever       |      | Lieutenant Colonel | 31        |                | 11                   | 25. Dezember 1919                                                  |
| Albert Desbrisay Carter      |      | Major              | 28        |                | 19                   | 22. Mai 1919 (wurde am 18. März 1918 von Paul Billik abgeschossen) |
| Reginald Hoidge              |      | Captain            | 28        |                | 1, 56                | 1. März 1963                                                       |
| Clifford McEwen              |      | Lieutenant         | 27        |                | 28                   | 6. August 1967                                                     |
| Frank Ormond Soden           |      | Captain            | 27        |                | 41, 60               | 12. Februar 1961                                                   |
| Arthur Whealy                |      | Captain            | 27        |                | 3, 9                 | 23. Dezember 1945                                                  |
| William McKenzie Thomson     |      | Lieutenant         | 26        |                | 20                   | 9. Juli 1987                                                       |
| Stanley Wallace Rosevear     |      | Captain            | 25        |                | 1                    | 25. April 1918                                                     |